# 比洛皮爾 (伏林州)
50°36′32″N 24°38′47″E / 50.60889°N 24.64639°E
比洛皮爾（烏克蘭語：Білопіль）是烏克蘭西部沃倫州沃洛德米爾區的村落，面積1.42平方公里，海拔高度223米，2001年人口389，人口密度每平方公里273.94人。